# AH Basic
AH Basic est une marque discount présente à travers l'Europe qui fut lancée en 2013 par le groupe Ahold, qui remplacera notamment la marque d'Euro Shopper dans tous les magasins Albert Heijn. Les produits AH Basic sont distribués dans 6 pays par les chaînes du groupe Ahold.

## Histoire
En avril 2013, Ahold annonce de ne pas être satisfait avec la qualité de la marque Euro Shopper qui était introduit par le groupe AMS en 1995. Ahold promettra une meilleure qualité et prix pour leurs clients sous la nouvelle marque AH Basic,.
Le groupe suédois ICA AB a également annoncé de supprimer la marque Euro Shopper et de les remplacer par leur propre marque ICA Basic pour la Suède.

## Pays qui vendent des produits AH Basic en 2013

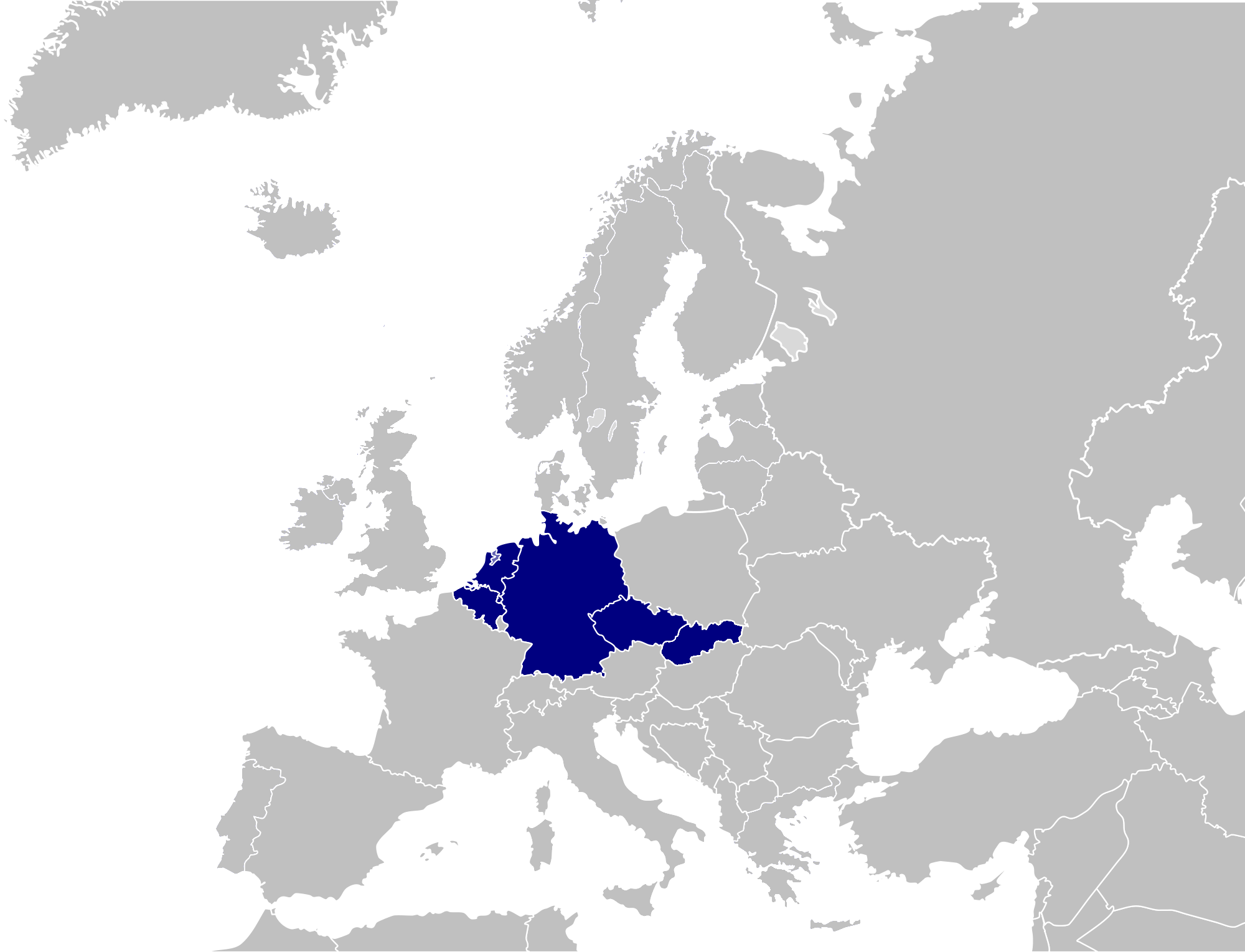
Pays dans lesquels les produits AH Basic sont vendus

- Allemagne (Albert Heijn, AH to go)
- Belgique (Albert Heijn)
- Curaçao (Albert Heijn)
- Pays-Bas (Albert Heijn, AH XL, AH to go)
- Tchéquie (Albert)
- Slovaquie (Albert, Hypernova)